# 你在高原
《你在高原》是中国作家张炜在1991-2010年，二十年间创作的长篇小说。共分为十个单元，三十九卷，四百五十余万字，是有史以来最长的纯文学作品。十个单元分别为《家族》、《橡树路》、《海客谈瀛洲》、《鹿眼》、《忆阿雅》、《我的田园》、《人的杂志》、《曙光与暮色》、《荒原纪事》、《无边的游荡》。其中《家族》最早于1995年9月由上海文艺出版社出版；《我的田园》起笔于1991年，并于1996年2月由江苏文艺出版社出版；《曙光与暮色》以《西郊》书名，2003年由春风文艺出版社出版。《你在高原（共十册）》全书出版于2010年3月。

## 单元简介
- 《家族》，这是一次历史上刀光剑影的斗争，而作为“复调”段落存在的现代发生时态，也是主人公宁珈与地质研究所的官僚作殊死斗争的主题。

- 《橡树路》这卷小说抨击的对象是一帮老革命者，他们没有给后代人以任何的精神支撑，却恶毒地杀戮垮掉的一代，他们被置于一起淫乱案件的真正的被告席位上。

- 〈海客谈瀛洲》具体地描写一个腐化堕落的老革命霍老，他在小说里的形象，已经相当于一个过去革命小说里杀人如麻的当地恶霸。小说里的“我”被暗中监视，受到霍老手下的毒打，重伤住院。

- 《鹿眼》的故事背景推到平原乡村里，这里的恶势力是某个公司，而这个公司的创始人，也是在革命年代里得势之人。这个公司现在却沦为社会的毒瘤，成为小说中的“我”为主体的良知者欲行铲除的目的物。

- 《忆阿雅》中，老革命出身的柏慧的父亲，是一个学阀，成为一个庞大的阴影；而现代时空里的同学林蕖则蜕化为一个开办公司、霸占女人的恶势力。

- 《人的杂志》中描写葡萄酿酒失利，归咎于组织与政治上的破坏，一起经济上的是非矛盾，又划入到政治的控诉中去了。这是作者的叙事惯例，说到底还是一种阶级斗争理念的借尸还魂。

- 《曙光与暮色》中的黄科长，再次勾起了宁珈对他的真实身份怀疑，就像追踪一个叛变分子，作者遥相对应于《家族》中的历史疑云，查找一个人在战争年代的政治身份。

- 《荒原纪事》荒原的乡亲再也无法忍受家园被工业污水和废气严重污染，要以和平示威方式表达心声，但随即遭遇野蛮阻拦。被激怒的农民失去控制，将一场和平示威演变成暴力冲突。宁伽遭到家同掠夺者的疯狂报复。

- 《无边的游荡》中，再次出现了一个革命老首长的荒淫无耻，压迫着年轻人的爱情与生存。从肉体的游荡到精神的游荡，从社会现实的矛盾到人物内心的冲突，在这里都得到了淋漓尽致的诠释与展现。

## 人物简介
全书以地质队员宁伽的故事为主线，穿插讲述了梅子、吕挚、宁珂、庄周、武早、林蕖、小白、四哥、肖潇、瓷眼、三先生等五十余人的故事。人物阶层包括知识分子、实业家、政治人物、流浪汉、边地异人等，情节涉及创业、情感，以及心路历程。
- 主人公宁伽，地质工作者，他既是一个四处漫游的漂泊者，又是脚踏实地进行深入探寻的劳作者。事实上，他的行为方式也是如此。他始终保持对生命、历史和现实的复杂思考，又经常生活在漫游途中(要么就是在对漫游的向往和期待中)，是一个典型的“沉思的漫游者”。

## 获奖纪录
- 2010年，获《亚洲周刊》评出的2010“世界华文十大小说”[5]。
- 2010年，获人民日报、人民网评出的“年度（2010年）最有影响力的十本书”[6]。
- 《你在高原》之《荒原纪事》获“中国作家鄂尔多斯文学大奖”[7]。
- 2011年8月，获“第八届茅盾文学奖”[8]。

## 延伸阅读
- . 中国作家网.   [2014-10-04]. （原始内容存档于2016-03-04）.
- 杨德华. . 学习时报.   [2011-09-05]. （原始内容存档于2011-09-28）.